# 陳琪 (1878年)

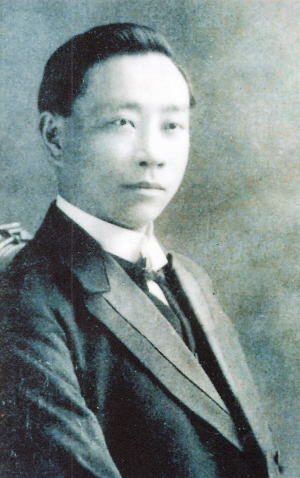

陳琪（1878年—1925年）字兰薰，浙江青田阜山乡王弗潭人。中国官员。被誉为“中国展览先驱”，“擅长赛会事宜”。

## 生平
陳琪的先祖原出自浙江温州龙湾，清朝康熙年间，迁居浙江青田阜山。陳琪的父亲邦隽公为阜山乡的巨富，育有4名子女，其中陈琪年龄最长。陳琪的母亲项氏出自青田的望族。
清朝光绪二十五年（1899年），陈琪入江南陆师学堂。光绪二十九年（1903年），任湖南武备学堂监督兼教导队管带，曾经到日本考察军事。
光绪三十年（1904年），陈琪被派赴美国参加圣路易斯博览会，负责湖南湘绣、青田石雕等赛品的陈列，最终中国代表团获得总奖牌数第一。同时，陈琪还出使英国、法国、俄国、德国、意大利、葡萄牙、瑞士、土耳其、塞浦路斯等国，考察政教、工商、农矿、风土民情，著有《新大陆圣路易博览会游记》、《环球日记》、《漫游纪实》。光绪三十一年（1905年），出任参赞，随戴鸿慈、端方等出使各国考察政治大臣赴欧美考察政治，归国后出任道员。同年，调往江苏，负责两江督练公所教导处、南洋劝业会等事宜。
宣统三年（1911年）后，陈琪调任东北巡阅使署中将参谋、奉天对外交涉司会办兼奉天劝业道等职务。辽东发生大饥荒后，当局准备拨救济款3万金，陈琪建议增拨10万金，并且开设农业银行，发行纸币20万金，贷给灾民以恢复生产。后来，应士商的要求，陈琪召集东三省实业家增募，共获新、旧本金百万，改称奉天兴业银行。
1915年，陈琪任中国赴美赛会监督兼筹备巴拿马赛会事务局局长，中国参赛的赛品有19省的产品共10万余种，获大奖章、名誉优奖、金牌、银牌、铜牌、奖词共1200多枚（张），参赛品种及获奖数均名列各国之冠。陈琪为此撰写了《中国参与巴拿马太平洋博览会记实》一书。1922年，陈琪被推选为浙江省议会副议长。1924年冬，陈琪出任四川省警政厅厅长。由于肺病日益严重，陈琪东归，1925年途经江西九江时病逝，葬于上海周家桥宅畔兰圃。